# Мадейрские вечнозелёные леса
Мадейрские вечнозелёные леса — лесной экологический регион, охватывающий острова архипелага Мадейра. Статус сохранности экорегиона оценивается как критический, его специальный код — PA0425.

## Геология и рельеф
Мадейра — вулканический архипелаг третичного происхождения. Преобладают базальт и вулканический пепел, местами встречаются известняковые породы. Рельеф довольно сложный, характеризуется глубокими оврагами и ущельями. Береговую линию определяют высокие скалы и многочисленные пещеры.

## Климат
Среднегодовая температура колеблется в районе от 15 °C до 20 °C, годовое количество осадков колеблется от 250 до 750 мм.

## Флора и фауна

### Флора

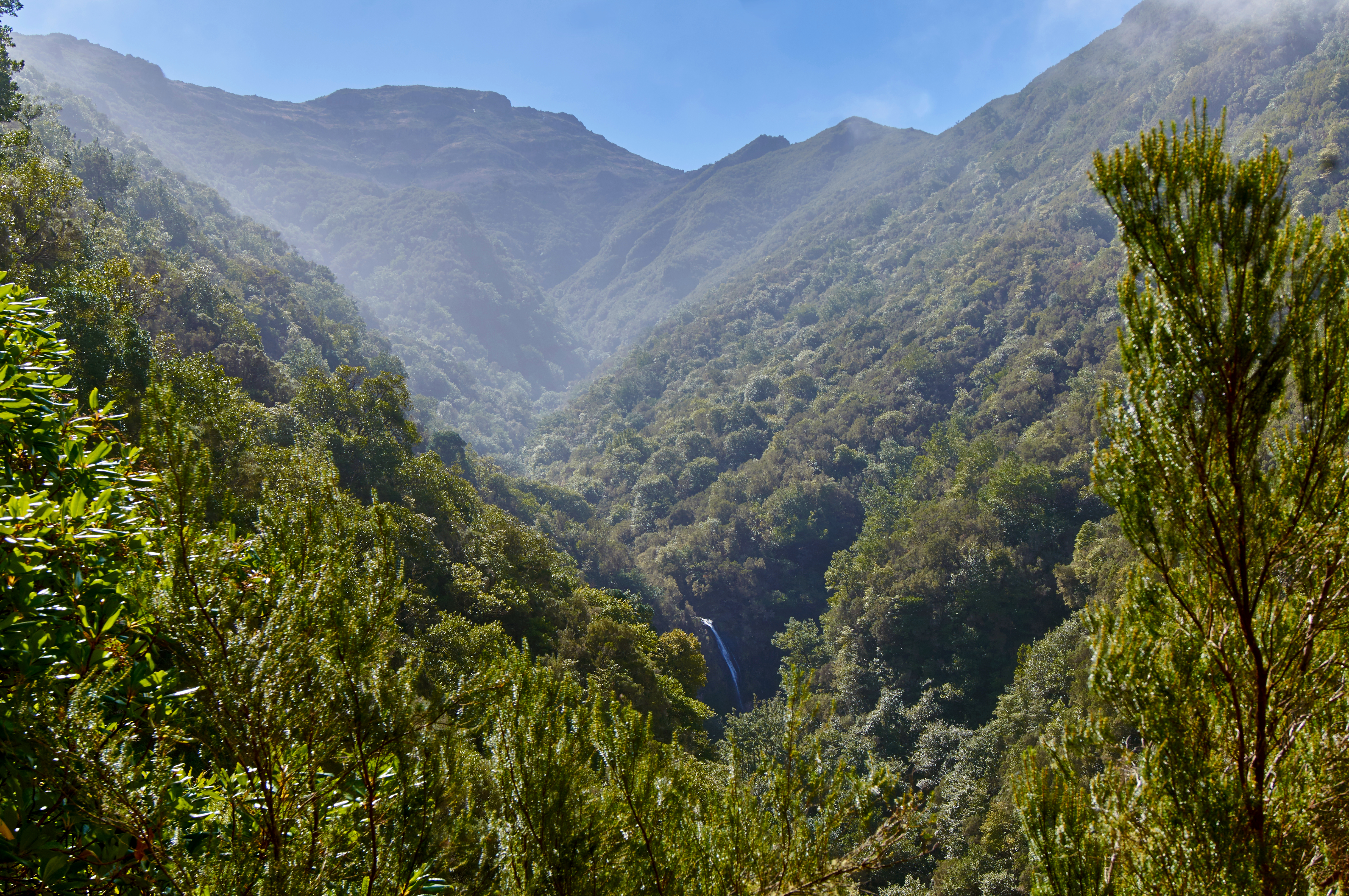
Вид с левады

Флора Мадейры насчитывает около 1226 сосудистых растений, в том числе 2 эндемичных рода — Chamaemeles и Musschia и более 120 макаронезийских эндемичных видов. Шестьдесят из них строго эндемичны для Мадейры, например: Armeria maderensis, Cerastium vagans, Cytisus maderensis, Goodyera macrophylla, Matthiola maderensis, Musschia wollastonii, Phalaris maderensis, Pittosporum coriaceum, Sinapidendron angustifolium, Sorbus maderensis и катран кустарниковый.
Леса экорегиона представляют собой чрезвычайно важный тип экосистемы, редко встречающийся во всём мире. Встречаются два основных типа лесов: сухой монтеверде на южных склонах, характеризующийся видами Apollonias barbujana и Picconia excelsa и влажный монтеверде на северных склонах и ущельях, где преобладают Laurus azorica, окотея зловонная и персея индийская. Высокие деревья составляют полог, большинство из них относятся к семейству лавровых и являются эндемиками Макаронезии: Apollonias barbujana, Laurus azorica, окотея зловонная и персея индийская. Кустарниковый и травяной ярусы богаты видами и включают большое количество эндемиков. Сообщества мохообразных и лишайников, особенно эпифитов, также богаты.

### Фауна
На архипелаге есть 11 важных орнитологических территорий, всего здесь зарегистрировано 295 видов и подвидов птиц. Мадейрский тайфунник и серебристошейный голубь являются эндемиками Мадейры.
Более 500 видов эндемичных беспозвоночных также входят в состав монтеверде, в том числе моллюксы, насекомые и пауки.

## Состояние экорегиона
В настоящее время леса монтеверде покрывают около 16 % острова Мадейры и продолжают восстанавливаться. После того, как острова были заселены, растительность Мадейры подверглась обширной очистке и эксплуатации, ныне экорегиону угрожают распространение инвазионных и интродуцированных видов растений и животных, например, Hedychium gardnerianum, выпас скота, расчистка земель под сельское хозяйство и строительство дорог и развитие туризма. В настоящее время реализуются планы ликвидации инвазионных видов.
Все леса монтеверде входят в природный парк Мадейры, помимо этой охраняемой территории на архипелаге есть ещё несколько.